# Buldînka, Odesa
Buldînka (în ucraineană Булдинка) este un sat în comuna Iujne din raionul Odesa, regiunea Odesa, Ucraina.

## Demografie
Componența lingvistică a localității Buldînka
     Ucraineană (68,97%)
     Rusă (29,31%)
Conform recensământului din 2001, majoritatea populației localității Buldînka era vorbitoare de ucraineană (68,97%), existând în minoritate și vorbitori de rusă (29,31%) și găgăuză (1,72%).